# The Elder Brother (film 1913)
The Elder Brother è un cortometraggio muto del 1913 diretto da George Lessey per la Edison Company. Sceneggiato da Bannister Merwin e interpretato da Mary Fuller, il film venne presentato in sala il 31 marzo 1913.

## Produzione
Il film fu prodotto dalla Edison Company.

## Distribuzione
Distribuito dalla General Film Company, il film - un cortometraggio di una bobina - uscì nelle sale cinematografiche statunitensi il 31 marzo 1913.